# Leszek Matela
Leszek Matela (* 15. April 1955) ist ein polnischer Psi-Journalist, Forscher unbekannter Erscheinungen und Radiästhesist.

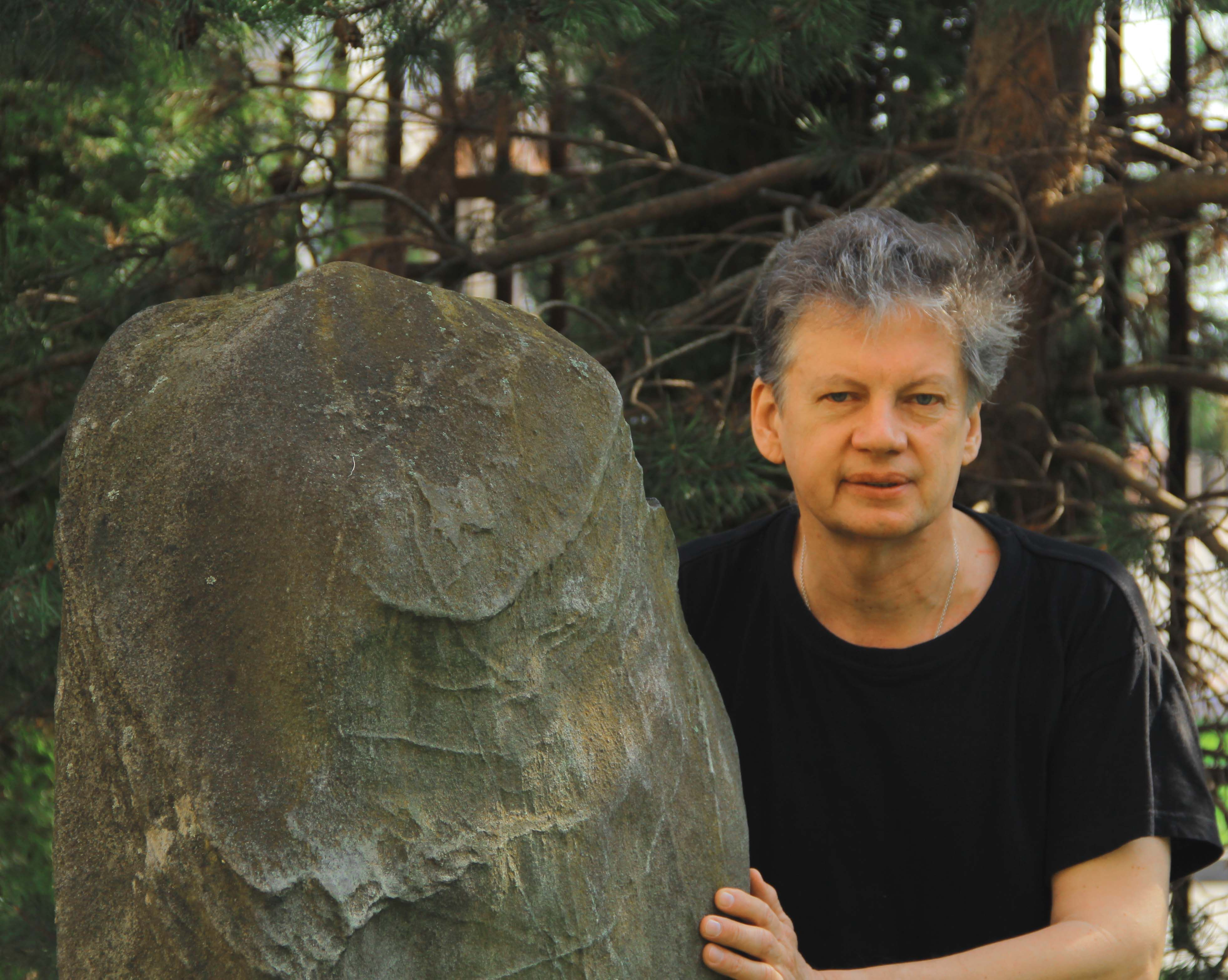
Leszek Matela – polnischer Psi-Journalist, Forscher unbekannter Erscheinungen und Radiästhesist

Er ist Autor von Büchern über Parapsychologie, Radiästhesie und Runen sowie Mitarbeiter zahlreicher polnischer and ausländischer Zeitschriften. Seine Artikel erschienen auch in deutschsprachigen Zeitschriften. Er untersuchte zahlreiche Orte der Kraft in vielen Ländern, darunter Pyramide in Rapa. Er war Leiter von Seminaren über Geomantie, Radiästhesie, Auswirkung der Formen und Symbole, Runenkunde und Suggestopädie (Technik des beschleunigten Lernens), die er auch in Österreich, England und in der Schweiz durchgeführt hat.

## Ausgewählte Literatur

### Bücher in polnischer Sprache
- ABC wahadła, 1999, ISBN 83-86737-61-1 (ABC des Pendels),
- ABC różdżki, 1999, ISBN 978-83-86737-64-2 (ABC der Wünschelrute)
- ABC feng shui, 2000, ISBN 83-86737-03-4 (ABC von Feng Shui)
- Tajemnice Słowian, 2005, ISBN 83-7377-178-6 (Geheimnisse der Slawen)
- Wyrocznia celtycka, 2005, ISBN 83-7377-203-0 (Das keltische Orakel)
- Polska magiczna, 2009, ISBN 978-83-7377-362-2 (Magisches Polen)
- Pieczęć Wirakoczy i tajemnice Inków , 2012, ISBN 978-83-917420-7-5

### Bücher in deutschen Sprache
- Die Kraft der Steine und Megalithen – die Energie von Steinen nutzen. Geschichte, Wirkung, Praxis, 2006, ISBN 978-3-03800-254-3
- Parapsychologie, Radiästhesie, Paramedizin, Esoterik (1) polnisch-deutsches Kleinwörterbuch(2) deutsch-polnisches Kleinwörterbuch 1998, ISBN 8386757167

### Artikel in deutscher Sprache
- Radiästhesie in Polen gestern und heute, RGS, 1/1986.
- Geheimnisvolle Energien am Weltchakra Wawel Hügel in Krakau, Starke Plätze, Löhrbach, 1986.
- Orte der Kraft in Polen, Magazin 2000, Nr. 70, September 1987.
- Friedensfeier am Weltchakra, Esotera, 8/1988.
- Orthodoxe Kirchen und ihre Geheimnisse, RGS, 4/1988.
- Anwendung der Chemolumineszenz-Methode und Spektralphotometrie in der Radiästhesie, Wetter-Boden-Mensch, 1/1991.
- Ausgleich des menschlichen Energiesystems, Zeitschrift für Radiästhesie, 4/1997
- Auf den Spuren der alten Geomantie, Radiästhesie (RGS), 1/1998
- Land der Kraft, Hagia Chora, 8/2001, geomantie.net
- Radiästhesie an der Weichsel, Hagia Chora, 18/2004, geomantie.net
- Die Kraft der Steine,  Hagia Chora, 23/2006, geomantie.net
- Geheimnisse der Kraftorte Wiens und des Waldviertels, Magazin 2000plus, Nr. 233